# Tuc deth Pòrt de Vielha
El Tuc deth Pòrt de Vielha és una muntanya de 2.606 metres que es troba al municipi de Vielha e Mijaran, a la comarca de la Vall d'Aran.
Al cim es troba un vèrtex geodèsic (referència 255066001).
Aquest cim està inclòs al llistat dels 100 cims de la FEEC.